# Шемет (станція)
Шемет — недіюча залізнична станція на недіючій лінії Миронівка — Золотоноша I між станціями Миронівка (7 км) та Темпи (станція) (12 км). Розташована поблизу села  Андріївка  Обухівського району Київської області. 

## Історія
Залізничну станцію побудовано між Першою і Другою світовими війнами  під час будівництва Гришине-Рівненської залізниці. Через Першу, а згодом, Другу війни будівництво лінії не вдалося завершити повністю.
Лінію Миронівка — Золотоноша значно пошкоджено під час Другої світової війни. 
Після війни станцію Шемет, як і всю лінію від Миронівки до Канева, не відновлювали.

## Пасажирське сполучення
Короткий проміжок часу через станцію ходив пасажирський поїзд Київ —  Миронівка — Канів — Золотоноша — Гребінка — Київ.

## Розташування
Станція знаходилася поблизу села Андріївка, поблизу сучасного повороту на Андріївку з автомобільної дороги, що йде з Миронівки на село  Салів.

## Плани відновлення
В 2010-ті з'явилися плани відновлення залізниці від Миронівки та подальша електрифікація об'їзду Києва Миронівка — Золотоноша — Гребінка — Бахмач.  
2021 року планувалося 2022 року відновити залізницю від Миронівки до Канева та запустити пасажирські поїзди, але знову завадила війна.